# Кунигами језик
Кунигами језик (ISO 639-3: xug) јапански језик јужне амами-окинавске подгрупе рјукјуанских језика, којим говори око 5.000 људи (2004) на острвима Окинава, Ихеја, Изена, Ие, Сесоко у Јапану. Њиме се служи углавном старија популација, док млађи много течније говоре јапански [jpn]; млађи од 20 година говоре само јапански (Wurm and Hattori 1981).
Припада јужној подгрупи амами-окинавских језика.